# Мкртчян, Арарат Егишеевич
Арарат Егишеевич Мкртчян (арм. Արարատ Մկրտչյան, 22 июля 1953, Ереван) — армянский государственный деятель и врач.
- 1973—1978 — Ереванский государственный медицинский институт. Врач. Доктор медицинских наук.
- 1978—1983 — работал врачом по гигиене питания на санэпидстанции Ехегнадзорского района.
- 1983—1985 — старший научный сотрудник НИИ общей гигиены и профзаболеваний министерства здравоохранения Армянской ССР.
- 1985—1991 — старший научный сотрудник, ассистент, учёный секретарь Ереванского медицинского института.
- 1991—1992 — начальник главного управления экономики министерства здравоохранения Армении.
- 1992—1998 — заместитель министра здравоохранения Армении.
- 1998—2000 — начальник агентства государственного здравоохранения при правительстве Армении.
- 2000—2003 — был министром здравоохранения Армении.
- 2003—2007 — депутат парламента. Член постоянной комиссии по вопросам науки, образования, культуры и молодёжи, а с октября 2004 — член постоянной комиссии по социальным вопросам, по вопросам здравоохранения и охраны природы. Член партии «РПА».